# Jan Zieliński (ekonomista)
Jan Zieliński (ur. 2 czerwca 1910 w m. Lipsko, zm. 20 listopada 1982 w Kielcach) – polski nauczyciel, ekonomista i krajoznawca.

## Życiorys
Syn Feliksa i Katarzyny z Bąblewskich. Absolwent Seminarium Nauczycielskiego w Solcu nad Wisłą (1929). Ukończył następnie Wyższy Kurs Nauczycielski we Lwowie z języka polskiego i historii. W latach 1937–1939 studiował w Państwowym Instytucie Nauczycielskim w Warszawie. W międzywojniu pracował jako nauczyciel w powiecie kowelskim na Wołyniu. W momencie wybuchu II wojny światowej był kierownikiem siedmioklasowej szkoły w Maniewiczach. W okresie okupacji przeprowadził się do Kielc. Należał do Batalionów Chłopskich, angażując się w konspiracyjną działalność oświatową – był członkiem Komisji Oświaty. Po zakończeniu wojny, w latach 1945–1946 sprawował funkcję podinspektora szkolnego w Starachowicach, a później w Kielcach. Następnie zatrudniony był m.in. w Dyrekcji Szkolnictwa Zawodowego w tym mieście (jako wizytator i naczelnik wydziału).
W latach 1946–1949 odbył zaoczne studia z ekonomii na Uniwersytecie Łódzkim, uzyskując tytuł magistra. W 1953 roku został wybrany kierownikiem działu inwestycji i budownictwa w Wojewódzkiej Komisji Planowania Gospodarczego. Po ośmiu latach przeniesiono go na stanowisko zastępcy kierownika Wydziału Kultury Wojewódzkiej Rady Narodowej. W 1963 roku uzyskał stopień doktora nauk ekonomicznych w Szkole Głównej Planowania i Statystyk w Warszawie w oparciu o rozprawę Staropolskie Zagłębie Przemysłowe. Podjął wówczas pracę na Politechnice Krakowskiej, a w 1965 roku został zatrudniony jako starszy wykładowca w Wieczorowej Szkole Inżynierskiej w Kielcach, gdzie do 1969 kierował Zespołem Nauk Społecznych. W 1973 roku uzyskał stopień naukowy doktora habilitowanego w Wyższej Szkole Ekonomicznej w Krakowie na podstawie rozprawy zatytułowanej Bolesław Markowski (1862–1936) u podstaw międzywojennej gospodarki narodowej.
W Kielcach współtworzył oddział Polskiego Towarzystwa Ekonomicznego, pełniąc w nim funkcję sekretarza i wiceprezesa. Należał do członków założycieli Kieleckiego Towarzystwa Naukowego, którego prezesem był w latach 1974–1975. Zaangażowany był również w działalność krajoznawczą – w 1959 został wiceprezesem zarządu kieleckiego oddziału Polskiego Towarzystwa Turystyczno-Krajoznawczego, a od 1961 do 1966 wybrano go dwukrotnie prezesem tej organizacji. Opublikował ponad 300 artykułów. Za swoją działalność odznaczony został m.in. Krzyżem Kawalerskim Orderu Odrodzenia Polski, Złotym i Srebrnym Krzyżem Zasługi oraz Medalem Komisji Edukacji Narodowej.

## Wybrane publikacje
- Staropolskie Zagłębie Przemysłowe od Staszica i Druckiego-Lubeckiego do Polski Ludowej, Kraków 1966
- Bolesław Markowski. 1862–1936. U podstaw międzywojennej gospodarki narodowej. Studium ekonomiczne, Kraków 1967
- Kielce w Polsce Ludowej, Warszawa 1978